# Österreichischer Filmpreis 2013

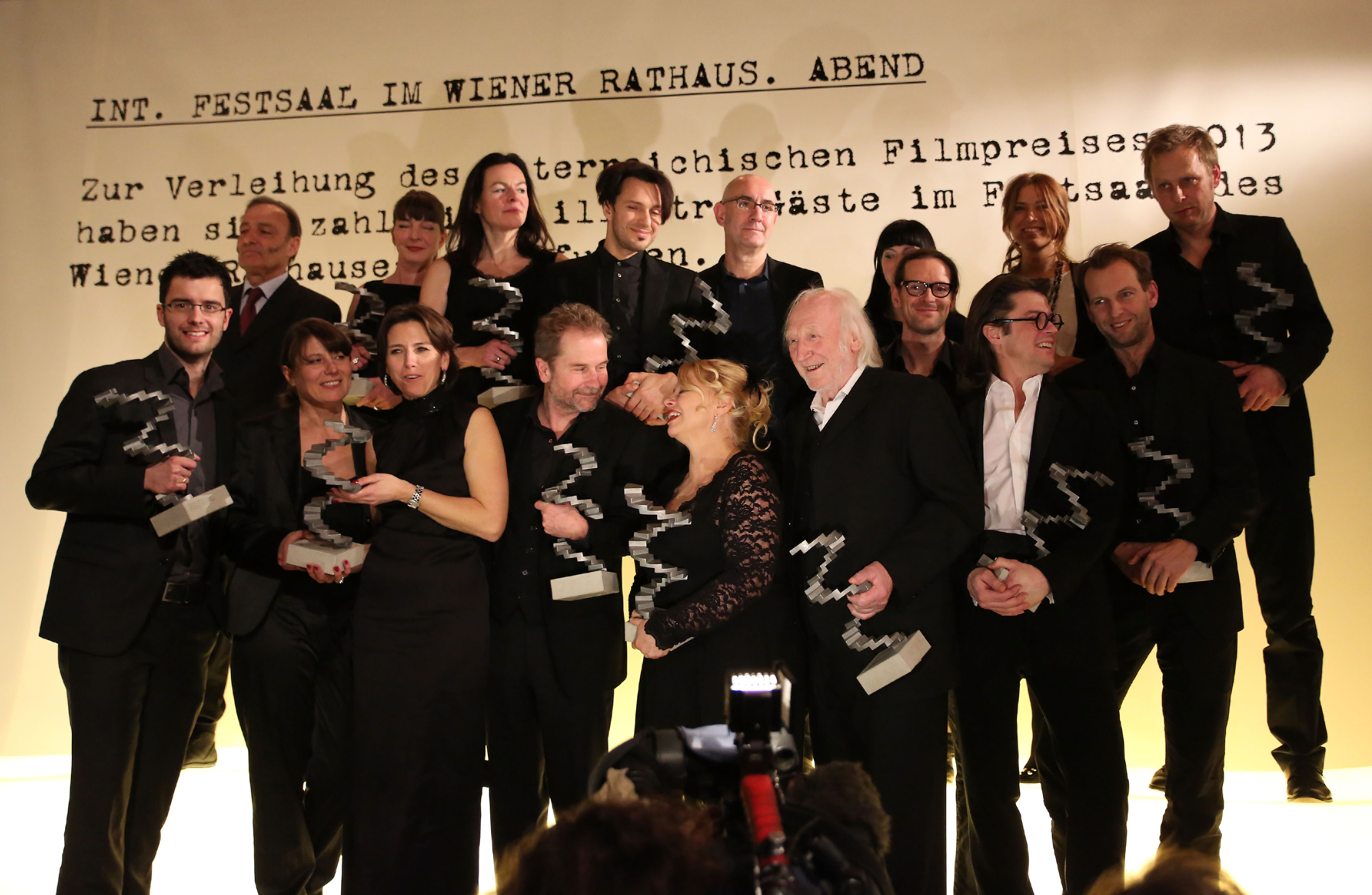
Die Preisträger des Österreichischen Filmpreises 2013

Die dritte Verleihung des Österreichischen Filmpreises durch die Akademie des Österreichischen Films fand am 23. Jänner 2013 in Wien statt.

## Veranstaltung

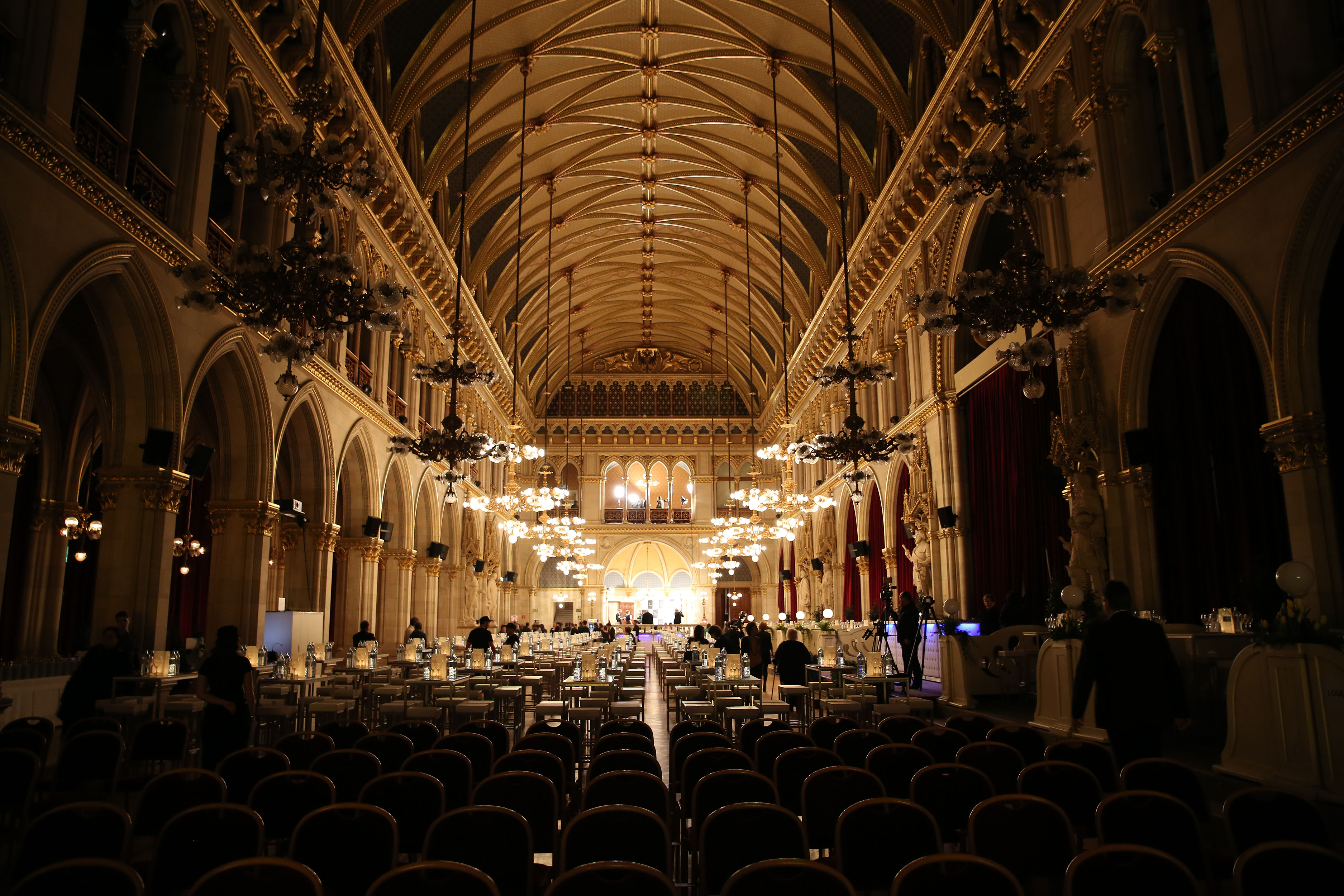
Der Festsaal des Wiener Rathauses am Abend der Preisvergabe

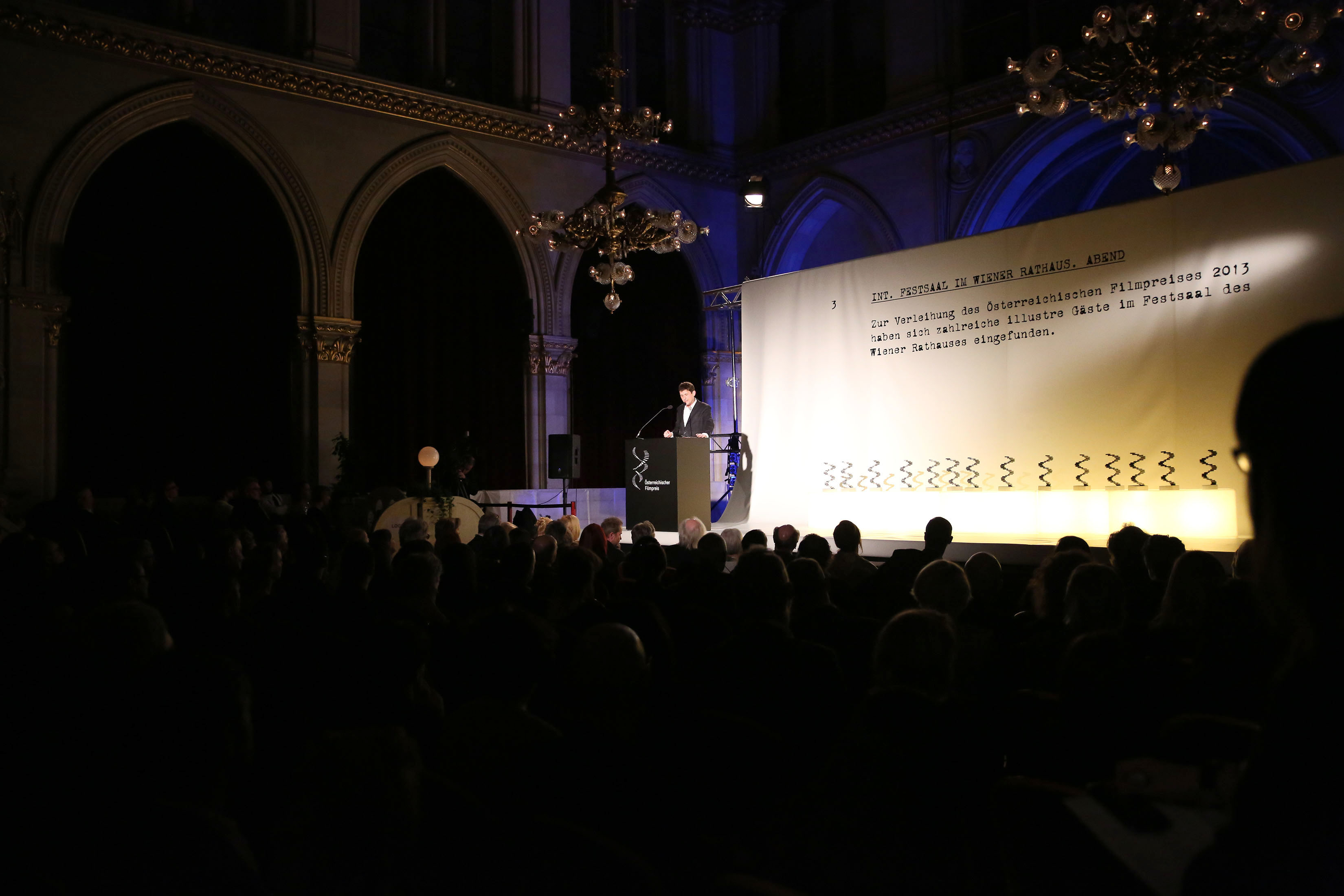
Begrüßung durch Moderator Rupert Henning

Die Verleihung wurde 2013, auf Einladung von Bürgermeister Michael Häupl und Kulturstadtrat Andreas Mailath-Pokorny, erstmals im Festsaal des Wiener Rathauses veranstaltet. Erwartet wurden rund 900 Gäste aus Film, Kultur, Wirtschaft, Politik und Medien.
Die Preisträger erhielten die von Valie Export in Form einer aufsteigenden stufenförmigen Spirale gestalteten Trophäen von Ursula Strauss und Thomas Schubert überreicht, den Vorjahrespreisträgern in den Kategorien beste weibliche Darstellerin und bester männlicher Darsteller. Moderiert wurde die Veranstaltung erneut von Rupert Henning. Die Szenographie wurde von der Szenenbildnerin Alexandra Maringer gestaltet, die Lichtgestaltung übernahmen die Kameramänner Gerald Kerkletz und Thomas Benesch in Kooperation mit dangl.tv. Den Ehrenschutz der Veranstaltung übernahm Bundespräsident Heinz Fischer.
Medienpartner war abermals der Österreichische Rundfunk, insbesondere mit dem Spartensender ORF III, der rund um den 23. Jänner in einem Schwerpunkt Reportagen über österreichische Filmschaffende und den österreichischen Film (siehe auch Neuer Österreichischer Film) und österreichische Filme (Atmen von Karl Markovics, Whores’ Glory von Michael Glawogger und Lourdes von Jessica Hausner) ausstrahlt. Im Vorfeld der Preisverleihung präsentierte der Schauspieler und Regisseur Karl Markovics, der Präsident der Filmakademie, in der Sendung Kultur Heute auf ORF III über zwei Wochen jeden Tag eine der 14 Preiskategorien. Am Abend der Preisverleihung wurde in einer Spezialausgabe von Kultur Heute die Nominierten und Organisatoren des Österreichischen Filmpreises vorgestellt und mehrmals live ins Rathaus geschaltet. Am Tag danach wird im ORF erstmals eine „Lange Nacht des Österreichischen Films“ gezeigt.

## Einreichungen, Kriterien und Nominierungen
Nominiert werden konnten Filme, deren Kinostart in der Zeit vom 1. Dezember 2011 bis zum 30. November 2012 lag, zusätzlich waren Filme zugelassen, die vom 1. Oktober 2011 bis zum 30. November 2011 in die Kinos kamen, aber im Jahr 2011 nicht zum Auswahlverfahren
angemeldet wurden. Die Einreichfrist endete am 14. September 2012. Zu den bislang 13 Kategorien kam 2013 die neue Kategorie Bester Kurzfilm hinzu.
In den 14 Kategorien wurden jeweils drei Nominierte bestimmt. Damit ein Film nominiert werden konnte, mussten zumindest zwei dieser Kriterien zutreffen
- die Originalfassung des Films ist deutschsprachig
- der Regisseur kommt aus Österreich oder wohnt in Österreich
- der Produzent ist Österreicher oder wohnt in Österreich

Die Nominierungen wurden am 17. Dezember 2012 bekanntgegeben. Nicht nominiert wurde Michael Hanekes Film Liebe, der im Bewerbsjahr in die Kinos kam und zahlreiche Preise erhielt, darunter die Goldene Palme der Internationalen Filmfestspiele von Cannes 2012, den Europäischen Filmpreis 2012, den Golden Globe Award 2013 und als österreichischer Beitrag für den Auslands-Oscar nominiert wurde. Haneke hatte den Film nicht eingereicht, weil er es „irgendwie blöd“ und unfair gefunden hätte, sich „den Leuten, die gerade anfangen, als Konkurrenz“ hinzustellen.

## Preisträger und Nominierte

### Bester Spielfilm

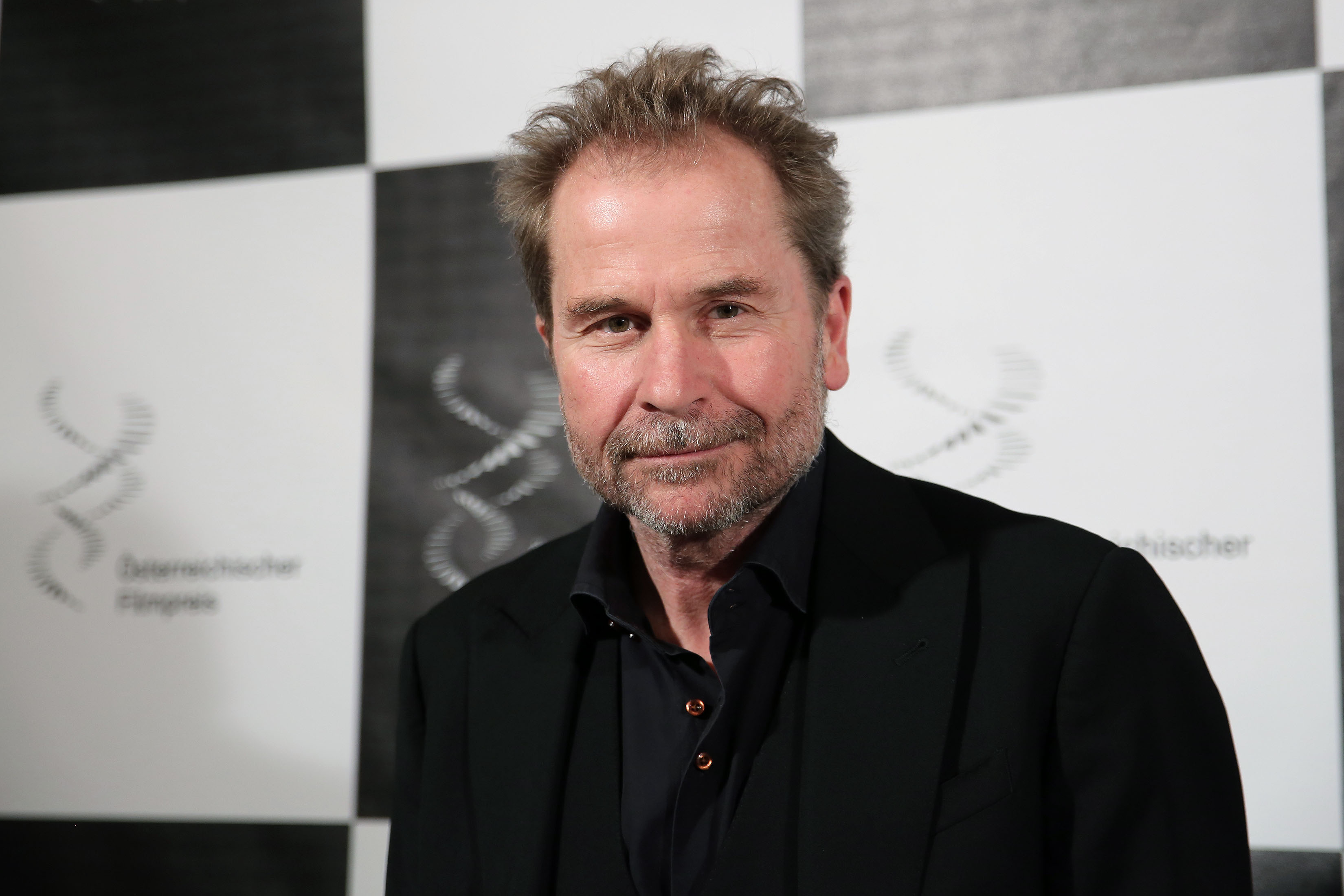
Ulrich Seidl

- Paradies: Liebe – Produzent und Regisseur: Ulrich Seidl
  - Grenzgänger – Produzenten: Viktoria Salcher und Mathias Forberg; Regie: Florian Flicker
  - Die Wand – Produzenten: Bruno Wagner, Antonin Svoboda, Martin Gschlacht, Rainer Kölmel und Wasiliki Bleser; Regie: Julian Pölsler

### Bester Dokumentarfilm
- Der Prozess – Produzent: Michael Seeber und Gerald Igor Hauzenberger; Regie: Gerald Igor Hauzenberger
  - Evolution der Gewalt – Produzent: Oliver Neumann ; Regie: Fritz Ofner
  - Low Definition Control – Malfunctions #0 – Produzent: Johannes Hammel, Regie: Michael Palm

### Bester Kurzfilm
- Unser Lied – Regie: Catalina Molina
  - Hatch – Regie: Christoph Kuschnig
  - 366 Tage – Regie: Johannes Schiehsl

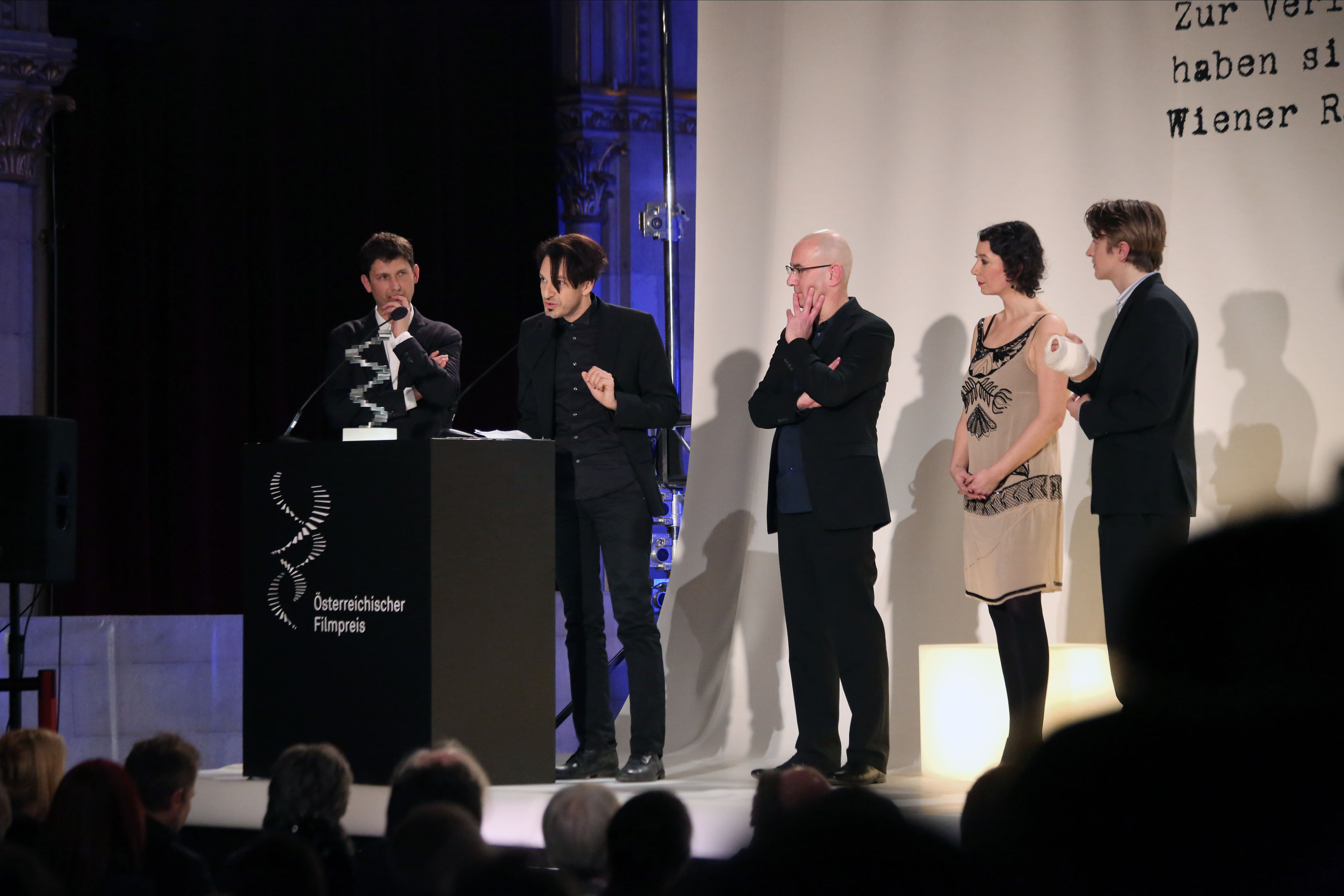
Gerald Igor Hauzenberger und Michael Seeber
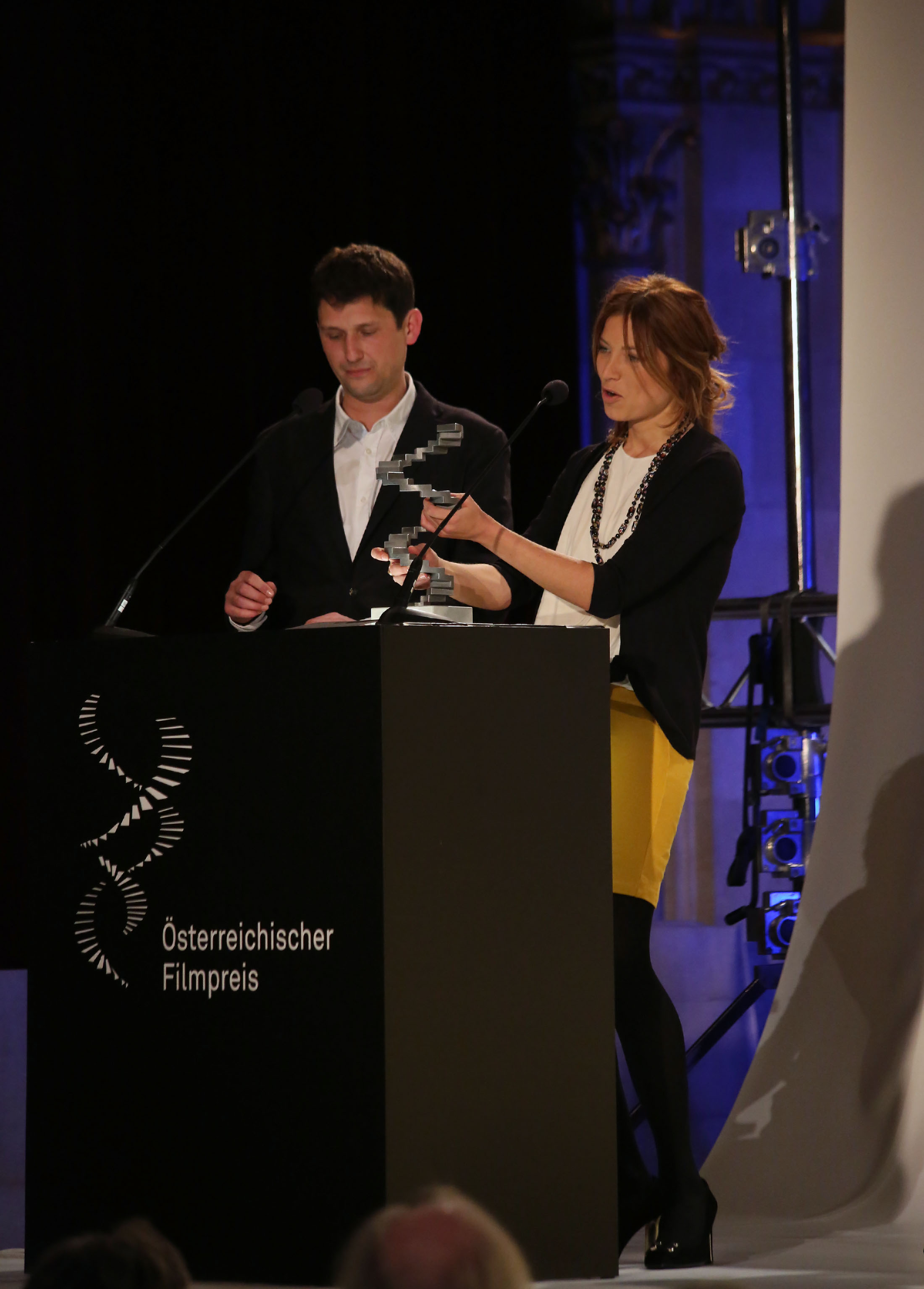
Catalina Molina
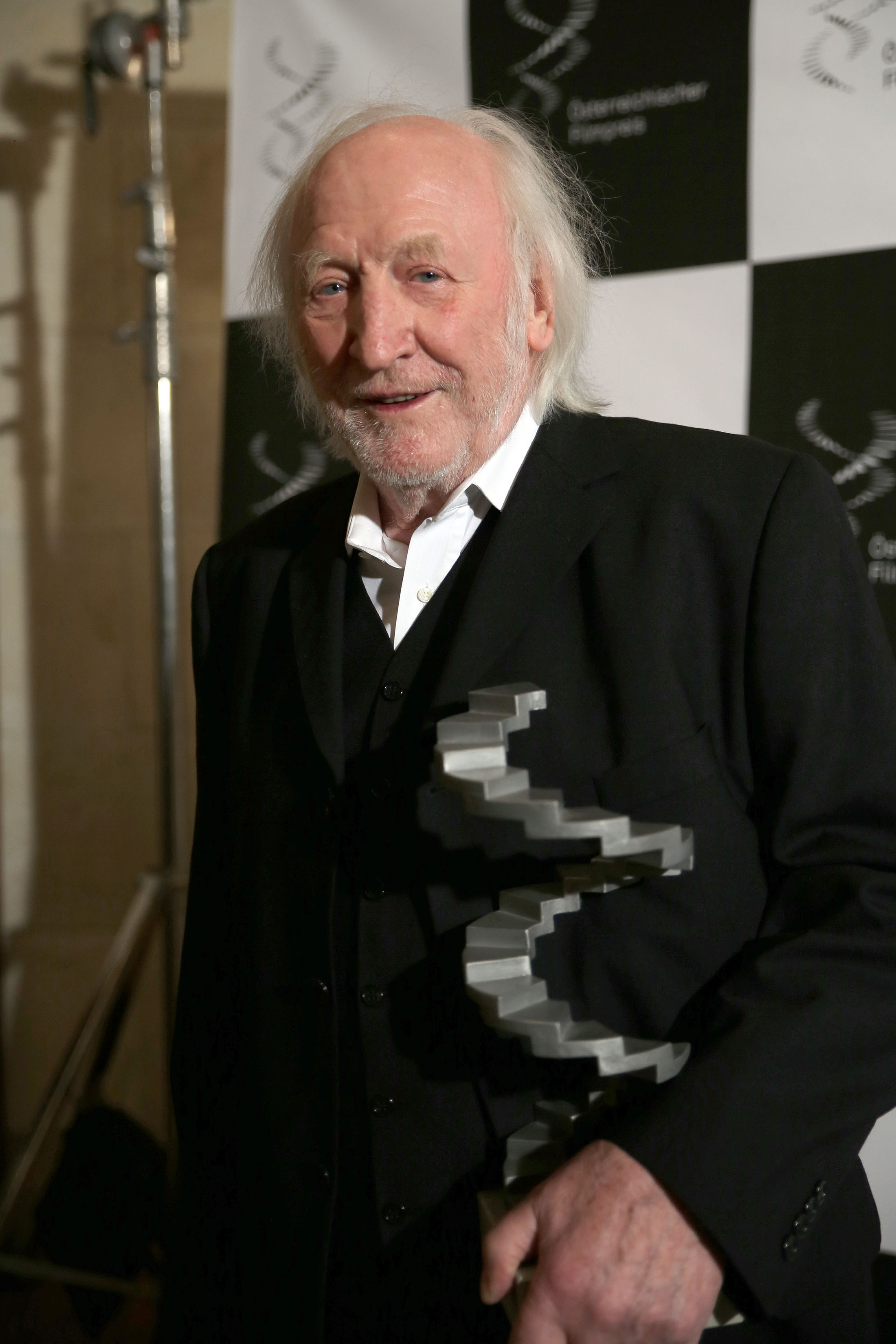
Karl Merkatz

### Beste weibliche Darstellerin

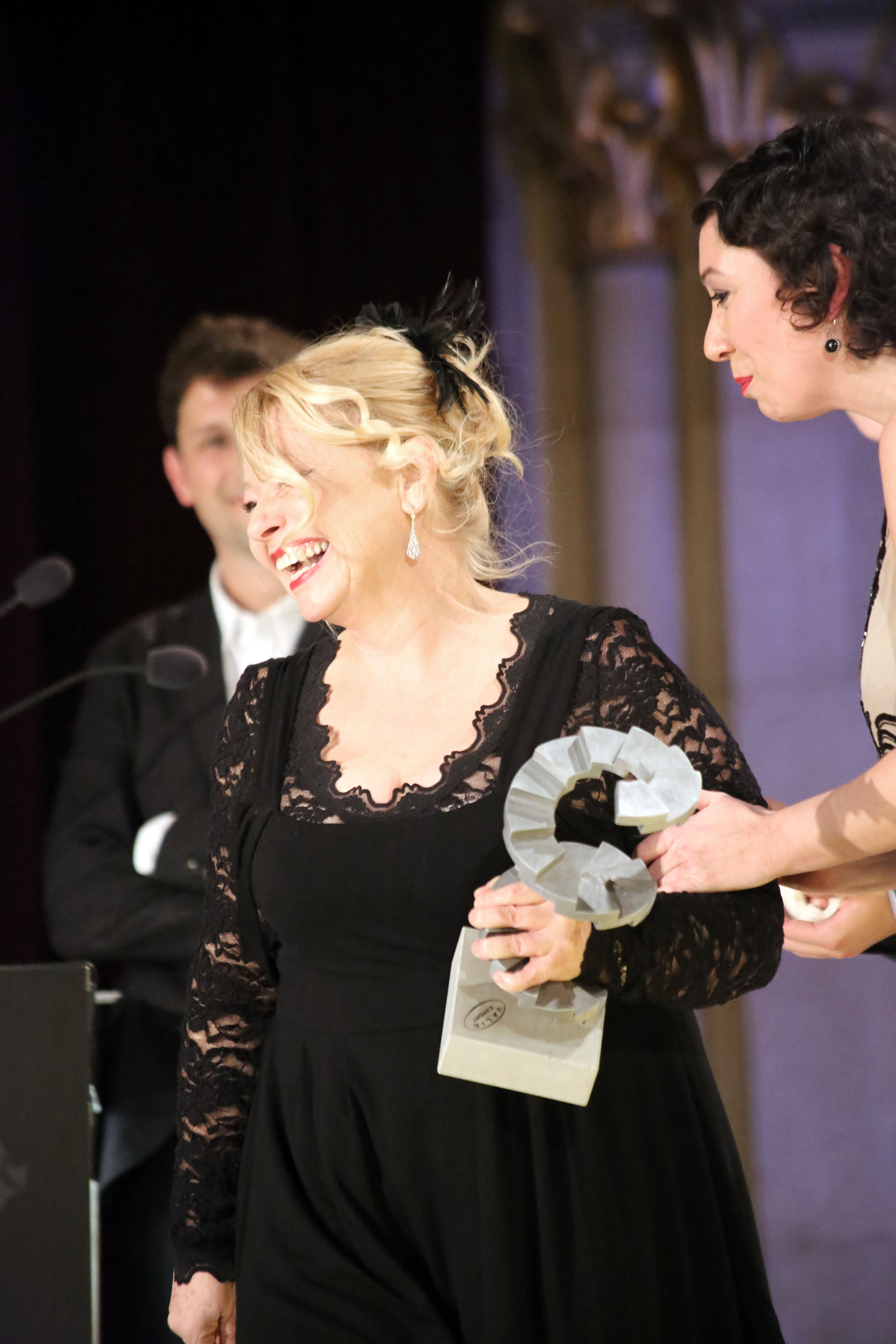
Margarethe Tiesel mit Ursula Strauss und Rupert Henning

- Margarethe Tiesel in Paradies: Liebe
  - Martina Gedeck in Die Wand
  - Christine Ostermayer in Anfang 80

### Bester männlicher Darsteller
- Karl Merkatz in Anfang 80
  - Lars Eidinger in Tabu – Es ist die Seele ein Fremdes auf Erden
  - Andreas Lust in Grenzgänger

### Beste Regie
- Ulrich Seidl für Paradies: Liebe
  - Florian Flicker für Grenzgänger
  - Julian Pölsler für Die Wand

### Bestes Drehbuch
- Florian Flicker für Grenzgänger
  - Julian Pölsler für Die Wand
  - Ulrich Seidl und Veronika Franz für Paradies: Liebe

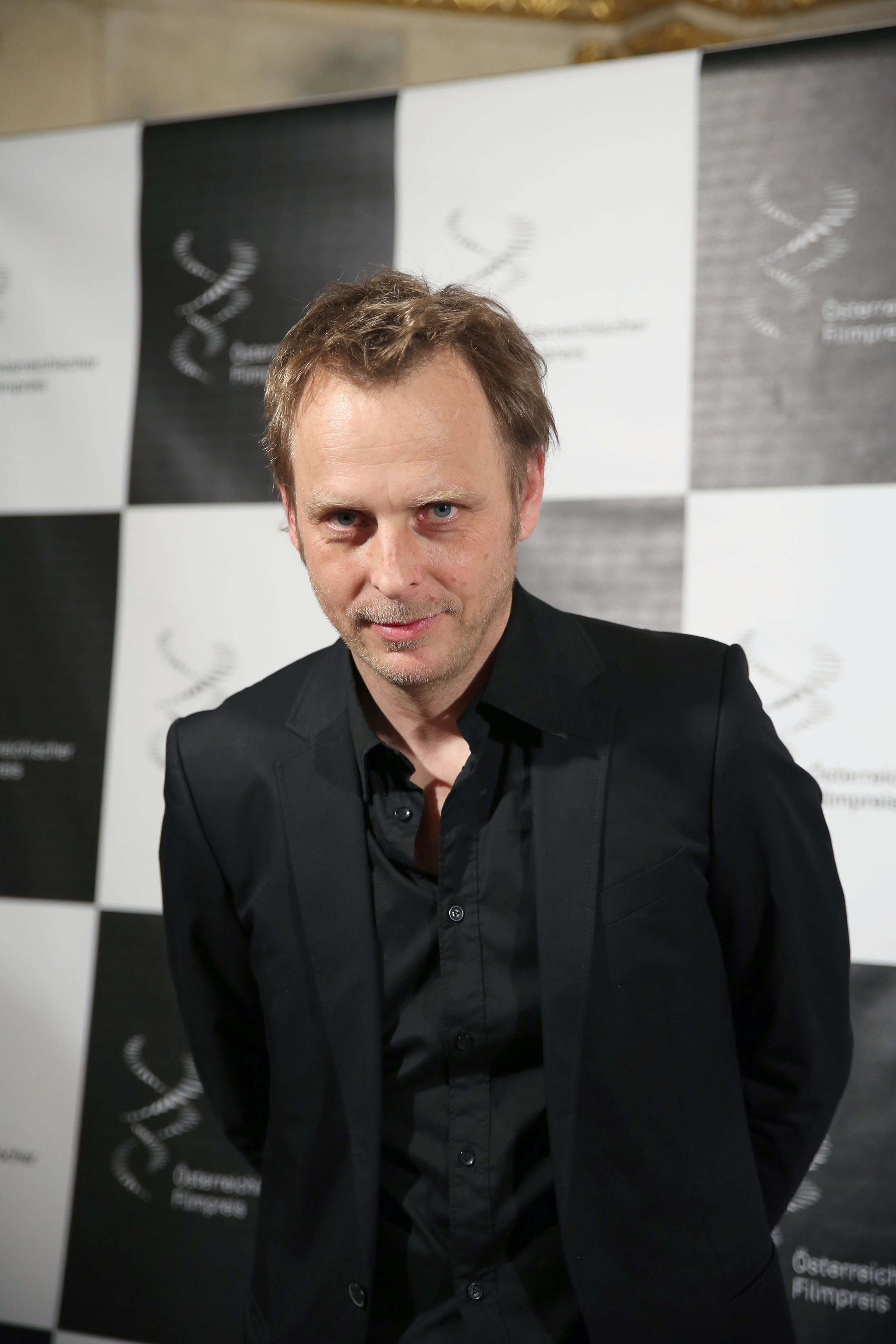
Florian Flicker
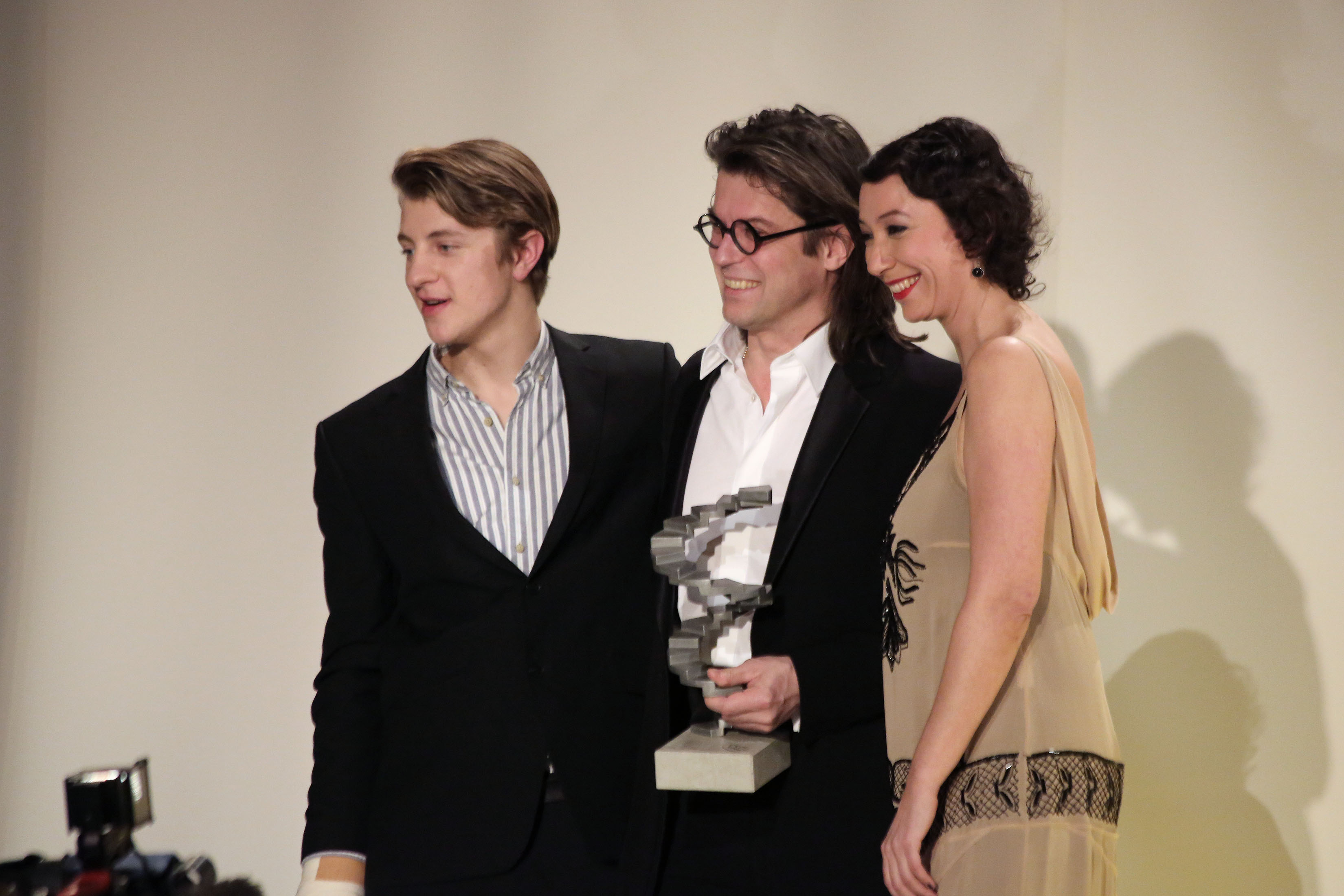
Thomas Oláh
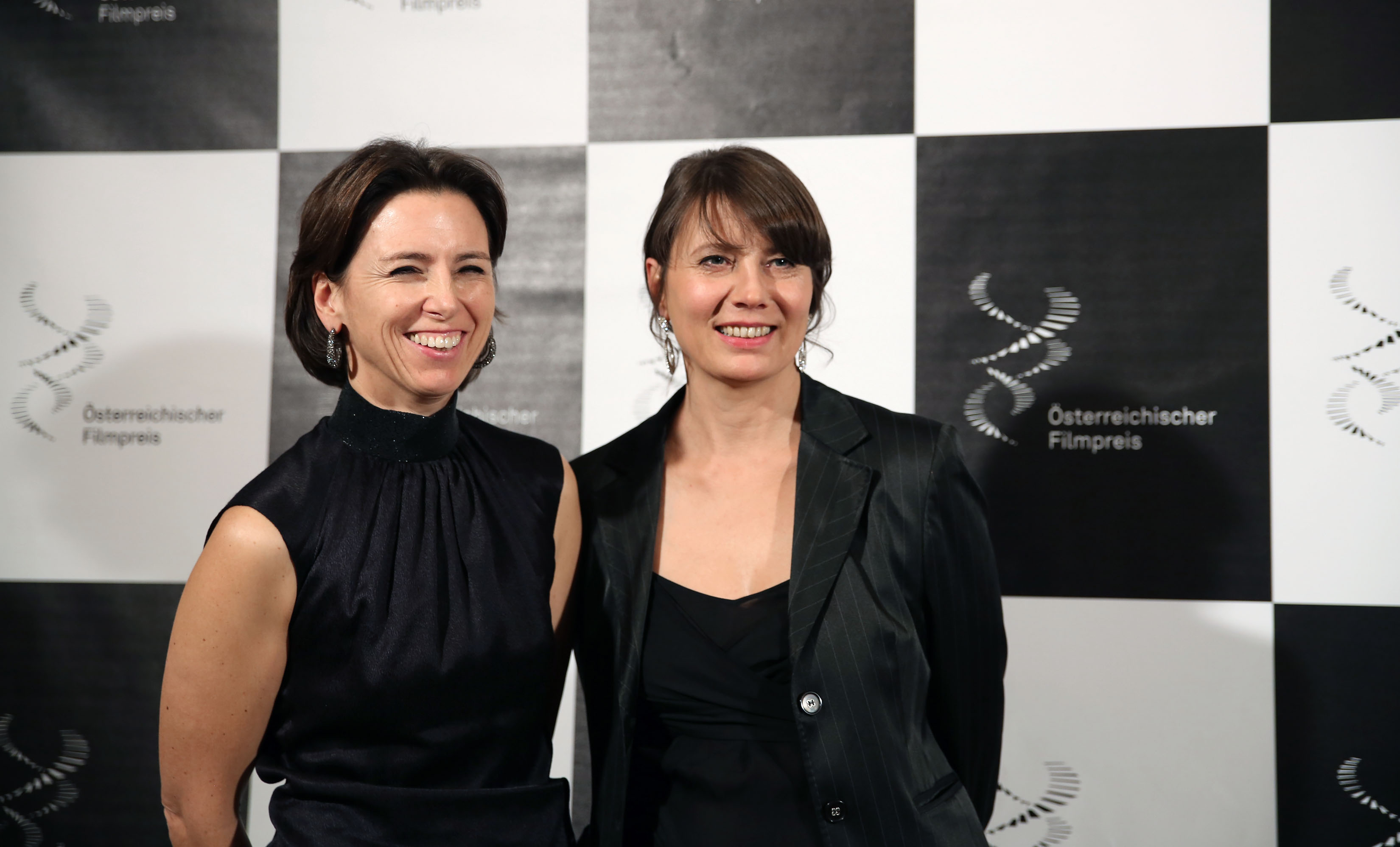
Monika Fischer-Vorauer und Michaela Oppl

### Beste Kamera
- Martin Gschlacht – Grenzgänger

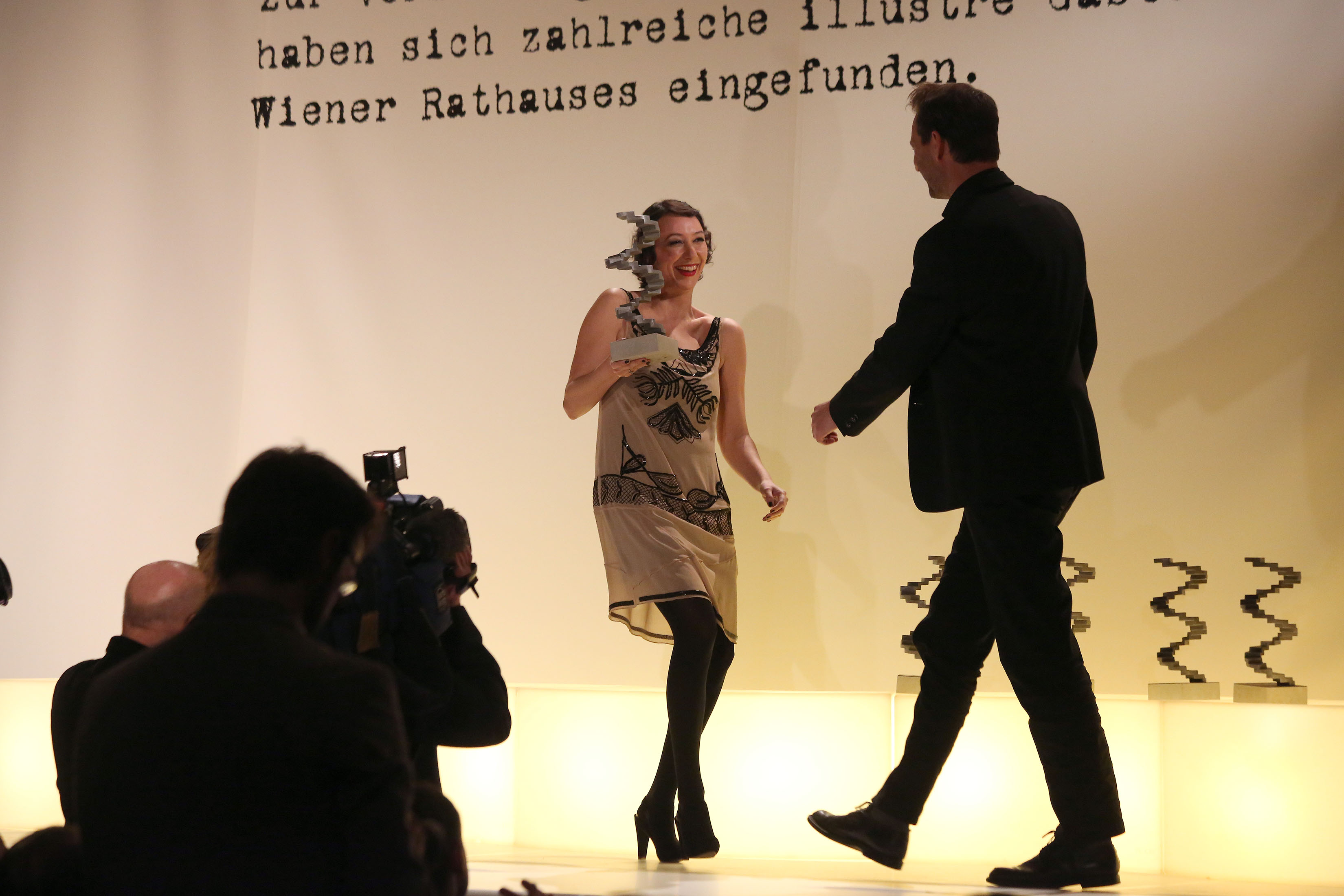
Ursula Strauss übergibt den Preis an Martin Gschlacht

  - Wolfgang Thaler und Edward Lachman – Paradies: Liebe
  - Carsten Thiele – Kuma

### Bestes Kostümbild
- Thomas Oláh – Die Vermessung der Welt
  - Cinzia Cioffi – Kuma
  - Birgit Hutter – Tabu – Es ist die Seele ein Fremdes auf Erden

### Beste Maske
- Monika Fischer-Vorauer und Michaela Oppl – Die Vermessung der Welt
  - Fabienne Adam und Brigitte Dettling – Tabu – Es ist die Seele ein Fremdes auf Erden
  - Martha Ruess – Kuma

### Beste Musik
- Eva Jantschitsch – Grenzgänger
  - Lorenz Dangel – Die Lebenden

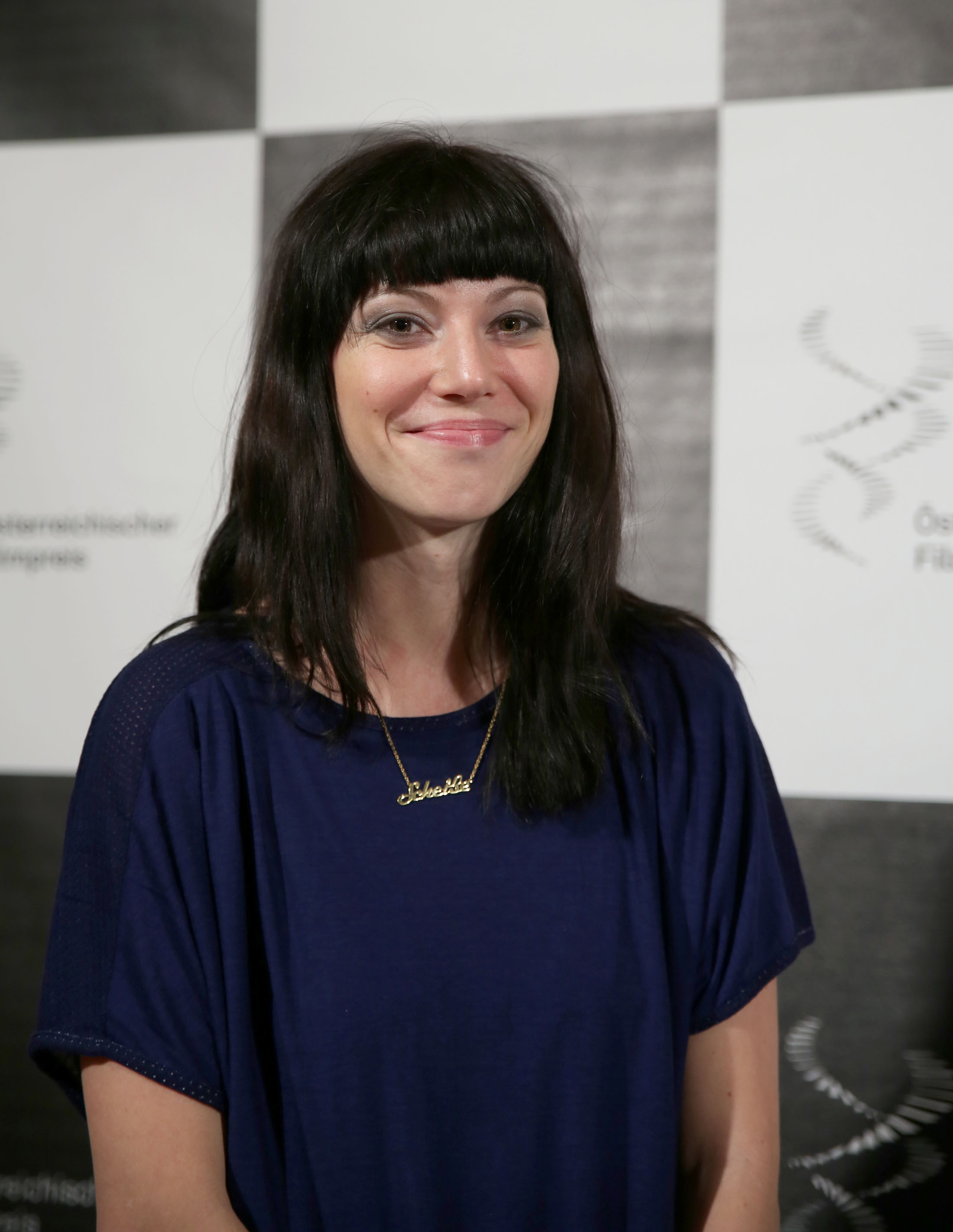
Eva Jantschitsch

  - Judit Varga – Das Pferd auf dem Balkon

### Bester Schnitt
- Monika Willi – Die Lebenden
  - Karina Ressler – Grenzgänger
  - Karina Ressler – Oh Yeah, She performs!

### Bestes Szenenbild
- Katrin Huber – Kuma
  - Andreas Donhauser und Renate Martin – Paradies: Liebe
  - Renate Schmaderer, Enid Löser, Petra Heim und Hajo Schwarz – Die Wand

### Beste Tongestaltung
- Nils Kirchhoff, Bernhard Maisch und Dieter Meyer – More than Honey
  - Heinz K. Ebner, Philipp Mosser und Bernhard Maisch – Das Pferd auf dem Balkon
  - Dietmar Zuson und Tobias Fleig – Die Lebenden

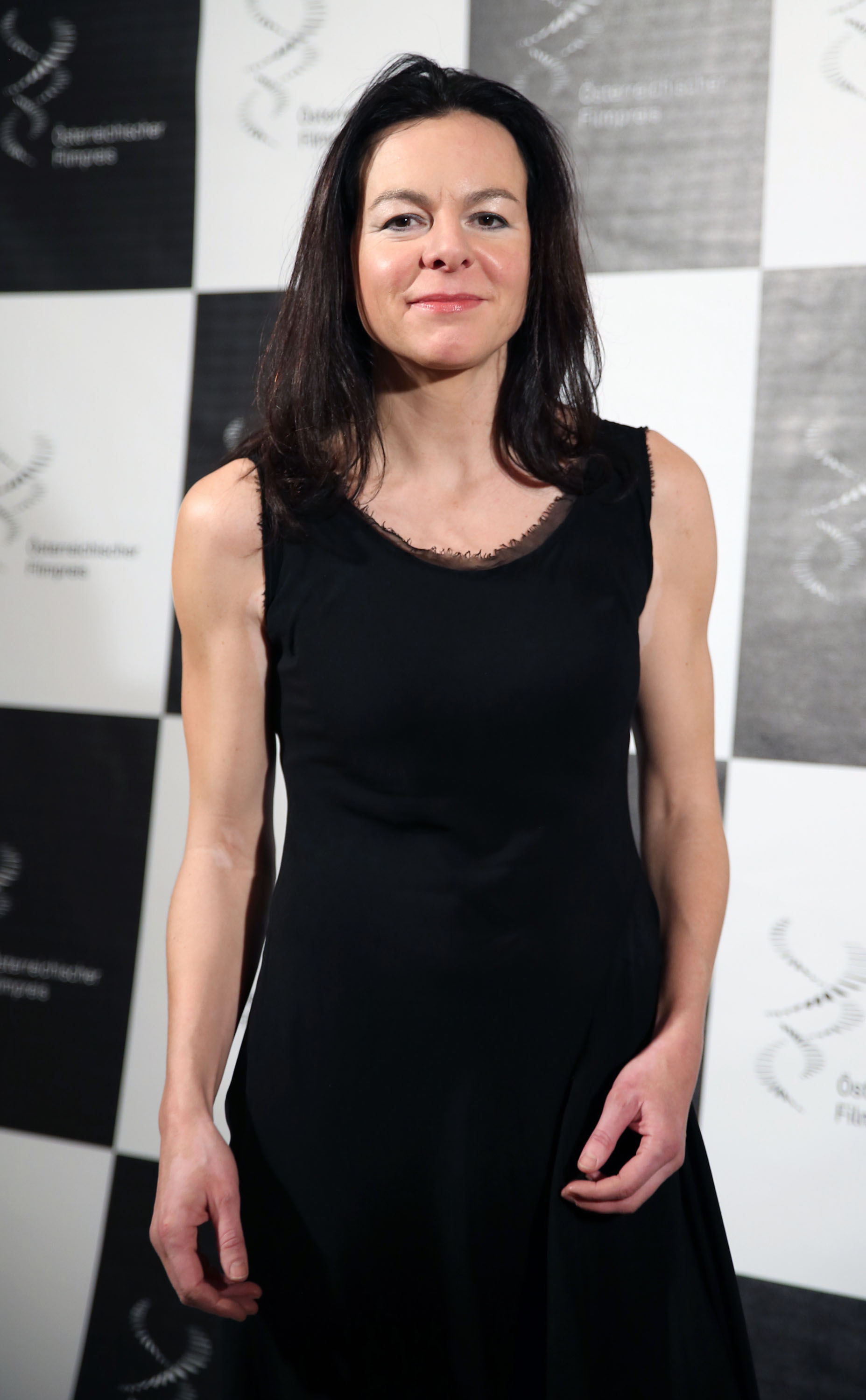
Monika Willi
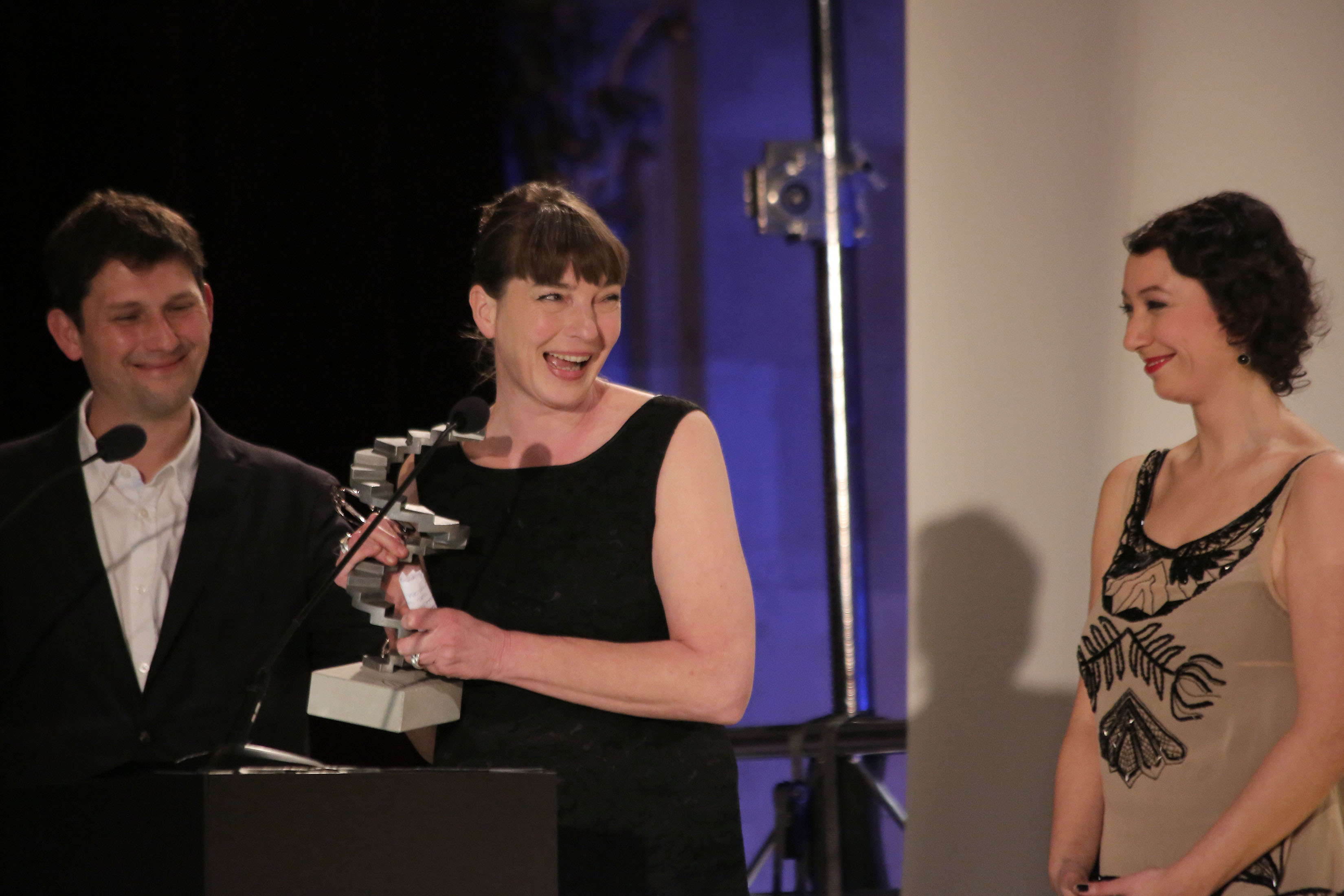
Katrin Huber
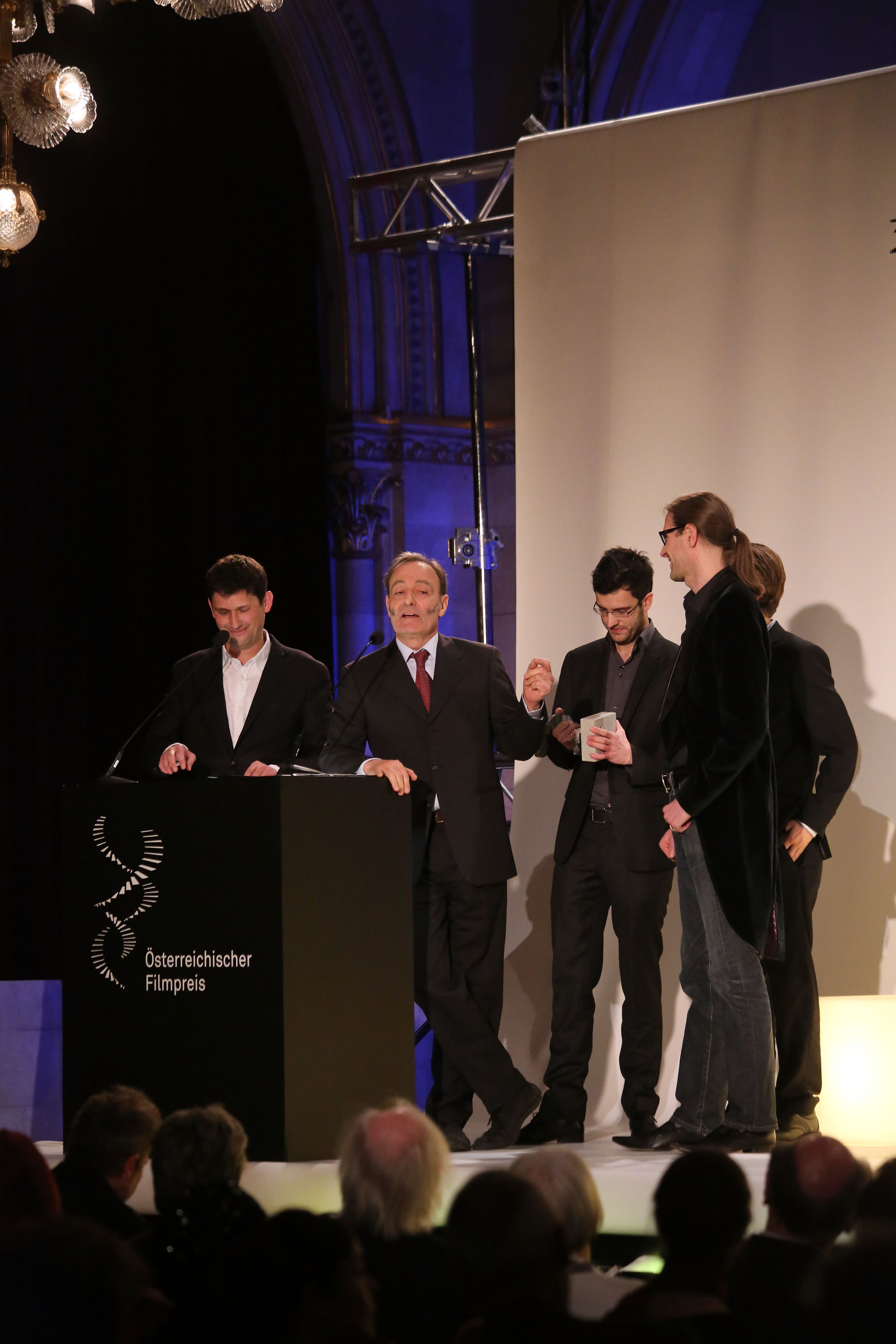
Nils Kirchhoff, Bernhard Maisch und Dieter Meyer